# Gmina Sochaczew
Gmina Sochaczew là một gmina nông thôn (khu hành chính) ở quận Sochaczew, Masovian Voivodeship, ở miền đông trung bộ Ba Lan. Khu vực hành chính của nó là thị trấn Sochaczew, mặc dù thị trấn không phải là một phần của lãnh thổ của gmina.
Gmina có diện tích 91,41 kilômét vuông (35,3 dặm vuông Anh)   và tính đến năm 2006, tổng dân số của nó là 8,764 người.
Ngôi làng Żelazowa Wola, nằm trong Gmina Sochaczew, là nơi sinh của nhà soạn nhạc Frédéric Chopin.

## Làng
Gmina Sochaczew bao gồm các làng và các khu định cư như Atlanka, Andrzejów Duranowski, Antoniew, Bielice, Bogdaniec, Bronisławy, Chodakówek, Chrzczany, Czerwonka-Parcel, Czerwonka-Wies, Czyste, Dachowa, Dzięglewo, Feliksów, Gawłów, Ignacówka, Janaszówek, Janówek Duranowski, Jeżówka, Karwowo, Katy, Kaźmierów, Kożuszki-Kolonia, Kożuszki-Ośrodek, Kożuszki-Parcel, Kuznocin, Łubianka, Lubiejew, Mokas, Nowe Mostki, Orly-Cesin, Pilawice, Rozlazłów, Sielice, Sochaczew-Wies, Władysławów, Wójtówka, Wyczółki, Wyjazd, Wymysłów, Żdżarów, Żelazowa Wola, Zosin và Żuków.

## Gmina lân cận
Gmina Sochaczew giáp với thị trấn Sochaczew và với các gmina khác như Brochów, Kampinos, Młodzieszyn, Nowa sucha, Rybno và Teresin.